# Petronella Voute

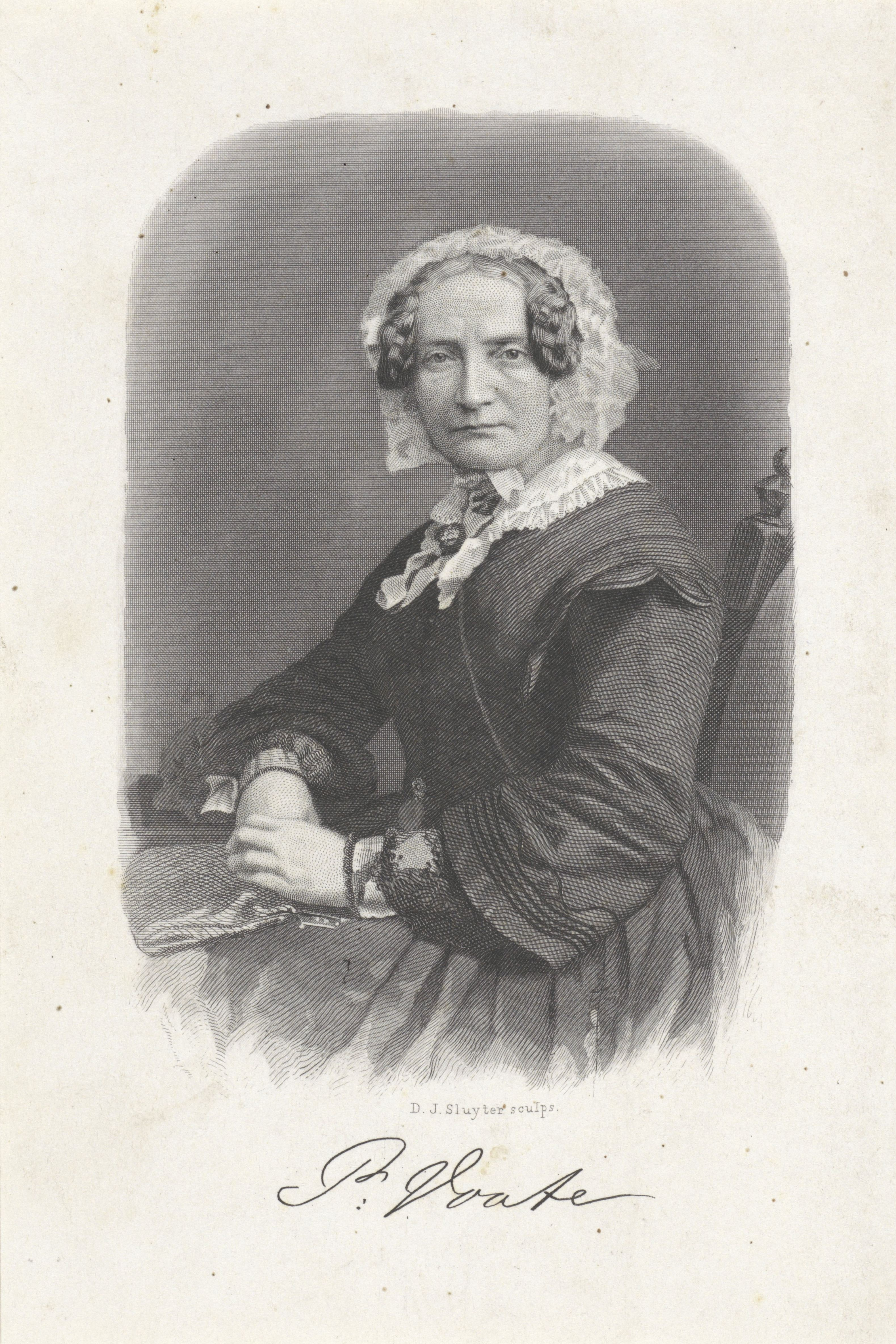
Petronella Voute

Petronella Voute, född 1804, död 1877, var en nederländsk filantrop.
Voute bedrev den första asylen för prostituerade i Nederländerna, Asyl Steenbeek i Utrecht, mellan 1847 och 1877. 
I Rijswijk och Castricum har en gata, Petronella Voûtestraat, fått sitt namn efter henne.